# Sean Ryan Fox
Sean Ryan Fox (* 30. August 2001 in Riverside, Kalifornien) ist ein US-amerikanischer Schauspieler.

## Leben
Fox hat drei ältere Geschwister. Im Alter von acht Jahren wurde er erstmals für Werbespots gebucht. Sein Schauspieldebüt hatte er als Elfjähriger in einer Folge der Serie Criminal Minds. Von 2014 bis 2020 stellte er Jasper Dunlop, einen Freund der titelgebenden Hauptfigur Henry Hart (Jace Norman), in der Nickelodeon-Serie Henry Danger dar.

## Filmografie (Auswahl)
- 2012: Karate-Chaoten (Kickin’ It, Fernsehserie, 3 Folgen)
- 2014: North & South – Die Schlacht bei New Market (Field of Lost Shoes)
- 2014–2015: Jake und die Nimmerland Piraten (Jake and the Never Land Pirates, Fernsehserie, 28 Folgen, Stimme)
- 2014–2020: Henry Danger (Fernsehserie, 121 Folgen)
- 2016: Es weihnachtet wieder – Sei vorsichtig mit Deinen Wünschen (Christmas All Over Again)
- 2018: Die Abenteuer von Kid Danger (The Adventures of Kid Danger, Fernsehserie, 12 Folgen, Stimme)
- 2025: Henry Danger – Der Film (Henry Danger: The Movie)

## Auszeichnungen
| Year | Award                              | Category                                                            | Work                            | Result    | Refs  |
| ---- | ---------------------------------- | ------------------------------------------------------------------- | ------------------------------- | --------- | ----- |
| 2015 | BTVA Television Voice Acting Award | Best Vocal Ensemble in a Television Series - Children’s/Educational | Jake and the Never Land Pirates | Nominated | [ 1 ] |
| 2017 | Young Entertainer Award            | Best Performance - DVD Film                                         | Christmas All Over Again        | Winner    | [ 2 ] |
| 2017 | Young Entertainer Award            | Best Leading Young Actor 14 & Under - Television Series             | Henry Danger                    | Nominated | [ 2 ] |
| 2018 | Young Artist Award                 | Best Performance in a TV Series - Leading Teen Actor                | Henry Danger                    | Winner    | [ 3 ] |
| 2018 | Young Artist Award                 | Best Performance in a Digital TV Series or Film - Teen Actor        | Christmas All Over Again        | Nominated | [ 3 ] |